# Пољопривредне актуелности (часопис)
Пољопривредне актуелности je научни часопис који излази од 1995. године и бави се питањима из пољопривредних наука. Издавао га је Институт за примену науке у пољопривреди у Београду. Престао је са излажењем током 2010. године.

## О часопису
Пољопривредне актуелности је научни часопис који је почео да излази 1995. године. Часопис објављује оригиналне научне радове, прегледне и стручне чланке од важности за развој пољопривредних наука у Србији. Министарство просвете, науке и технолошког развоја Републике Србије категорисало је 2010. године часопис као научни.

### Историјат
Пољопривредне актуелности је часопис који је делимично наставак излажења часописа Пољопривредне актуалности који је покренут 1971. године, а излазио је до 1978. године у Београду и Загребу.

### Периодичност излажења
Током публиковања часопис је излазио двомесечно.

## Уредници
- Борислав Рађеновић
- Раде Јовановић

## Аутори прилога
Чланке објављују стручњаци из Републике Србије.

## Теме
Бави се актуелним темама из пољопривредних наука.